# Hilda Fonovits
Hilda Bertha Mathilde Fonovits, verheiratete Hilda Maier, davor Hilda Fonovits-Smereker (* 21. Mai 1893 in Wien; † 23. Juli 1954 ebenda), war österreichische Radiumforscherin.

## Leben
Nach der Reifeprüfung an der Staatsrealschule im 9. Wiener Gemeindebezirk studierte sie von 1914 bis 1919 an der Philosophischen Fakultät der Universität Wien Physik. Das Thema ihrer Dissertation war Über die Erreichung des Sättigungsstromes für α-Strahlen im Plattenkondensator (33 Seiten, Alfred Hölder, Wien 1919).
Schon während sie an ihrer Dissertation schrieb, erhielt sie die Chance, am 1910 gegründeten Wiener Institut für Radiumforschung zu arbeiten und erhielt dort 1921 als erste Frau eine bezahlte Stellung. Nach ihrer Heirat, nun Hilda Fonovits-Smereker, und der Geburt ihres Sohnes, 1922, zog sie sich von der wissenschaftlichen Tätigkeit zurück und blieb zehn Jahre Hausfrau.
Am Krankenhaus Lainz der Stadt Wien (der heutigen Klinik Hietzing im 13. Wiener Gemeindebezirk) wurde 1931, in der Amtszeit des Gesundheitsstadtrates Julius Tandler, eine Sonderabteilung für Strahlentherapie errichtet. Dieses physikalische Labor entwickelte sich zur bedeutendsten Radiumstation Österreichs in dieser Zeit.
Ab Mai 1932 leitete Fonovits-Smereker stellvertretend die Radiumtechnische Versuchsanstalt, 1934 wurde ihr die Leitung übertragen. Sie beschäftigte sich wissenschaftlich mit dem Problem der Ionisation durch die ionisierende Strahlung des Radiums, mit Dosimetrie und mit der biologischen Wirkung der Radiumstrahlung.
Hier lernte sie auch ihren zweiten Ehemann, Emil Maier (* 12. Februar 1893; † 4. Oktober 1952), den Leiter der Strahlentherapie, kennen. Sie heirateten 1941. Wegen ihrer engen Zusammenarbeit wurden sie auch das österreichische Ehepaar Curie genannt. (Unter der Leitung von Emil Maier sollen angeblich ab 1940 Zwangssterilisationen von Frauen durch Unfruchtbarmachung mit Radiumstrahlen durchgeführt worden sein.)
1948 stellte Hilda Fonovits-Maier den Antrag auf Pragmatisierung, der abgelehnt wurde. Ihr Werkvertrag wurde aber verlängert.
1954, zwei Jahre nach ihrem Mann, starb sie im Kaiserin-Elisabeth-Spital an den Folgen des langen Umganges mit radioaktiven Stoffen. Sie wurde am 28. Juli 1954 in Anwesenheit von Leopold Schönbauer, Chirurg, Krebsforscher und Rektor der Universität Wien 1953/1954, und anderer prominenter Ärzte auf dem Hietzinger Friedhof bestattet. Das zwischenzeitlich aufgelassene Grab des Ehepaares Hilda und Emil Maier befand sich in Gruppe 63, Reihe 17, Nummer 17.
Im November 2011 wurde im 13. Wiener Gemeindebezirk Hietzing die Verkehrsfläche zwischen Würzburggasse und der zum ORF-Zentrum Küniglberg führenden Hugo-Portisch-Gasse als Fonovitsplatz benannt.